# Yuriy Gavrilov
Yuriy Anatoliyovich Gavrilov (em russo:  Юрій Анатолійович Гаврилов; Donetsk, 27 de fevereiro de 1967) é um ex-handebolista ucraniano, campeão olímpico.
Yuriy Gavrilov ele jogou sete jogos e marcou 19 gols na campanha olímpica.